# Julius Aghahowa
Julius Aghahowa (nacido el 12 de febrero de 1982 en Ciudad de Benín, Estado Edo, Nigeria) es un exfutbolista que ocupó la demarcación de delantero y que fue famoso por sus celebraciones tras marcar un gol.

## Trayectoria
Comenzó su carrera en el equipo de la policía local, para luego entrar en el Bendel Insurance FC de su ciudad natal. La Copa de África sub-20 le abrió las puertas de un equipo danés, pero prefirió irse al Espérance tunecino, donde solo disputó una temporada. 
Allí llamó la atención del Shajtar Donetsk gracias a su capacidad anotadora (marcó 26 goles en 34 encuentros) y fichó por el mismo en invierno de la temporada 2000-01, participando en 6 temporadas en la máxima categoría ucraniana. 
En el mercado de invierno de 2007 firmó con el Wigan, equipo con el que disputaría una temporada y media, disputando 20 encuentros sin poder marcar un solo gol, lo que provocó su salida del club en junio de 2008. 
El destino del nigeriano sería el Kayserispor turco, donde disputa una temporada antes de volver a su antiguo club, el Shajtar Donetsk.

## Selección nacional
Con su selección disputó 32 encuentros marcando 14 goles. 
Participó en el Mundial de Corea y Japón donde anotó un tanto y en la Copa de África de 2002 donde se convirtió en el goleador del torneo con 3 dianas, junto con los cameruneses Patrick Mboma y Salomon Olembé, este último compañero suyo en sus etapas en el Wigan y el Kayserispor. También disputó los Juegos Olímpicos del 2000 anotando un gol ante la anfitriona Australia.

## Clubes
| Club                | País       | Año       |
| ------------------- | ---------- | --------- |
| Bendel Insurance    | Nigeria    | 1998-1999 |
| Espérance ST        | Túnez      | 1999-2000 |
| FC Shakhtar Donetsk | Ucrania    | 2000-2007 |
| Wigan Athletic      | Inglaterra | 2007-2008 |
| Kayserispor         | Turquía    | 2008-2009 |
| FC Shakhtar Donetsk | Ucrania    | 2009-2010 |
| FC Sevastopol       | Ucrania    | 2010-2011 |
| FC Shakhtar Donetsk | Ucrania    | 2011-2012 |

## Palmarés

### Campeonatos nacionales
| Título                               | Club                | País    | Año  |
| ------------------------------------ | ------------------- | ------- | ---- |
| Championnat de Ligue Profesionelle 1 | Espérance ST        | Túnez   | 2010 |
| Liga Premier de Ucrania              | FC Shakhtar Donetsk | Ucrania | 2002 |
| Copa de Ucrania                      | FC Shakhtar Donetsk | Ucrania | 2002 |
| Copa de Ucrania                      | FC Shakhtar Donetsk | Ucrania | 2004 |
| Liga Premier de Ucrania              | FC Shakhtar Donetsk | Ucrania | 2005 |
| Liga Premier de Ucrania              | FC Shakhtar Donetsk | Ucrania | 2006 |
| Liga Premier de Ucrania              | FC Shakhtar Donetsk | Ucrania | 2010 |